# Babuškin vnuk
Babuškin vnuk (Бабушкин внук) è un film del 1979 diretto da Adol'f Solomonovič Bergunker.

## Trama
La storia accaduta a David Kalošjan, un ragazzo allegro e aperto che si è trasferito con la sua famiglia dalla sua nativa Yerevan a Leningrado, dove tutto è nuovo per lui. Una ragazza, come lui, che è appena arrivata in una nuova scuola e che, per varie circostanze, non ha potuto fare amicizia con nessuno in classe, condivide i suoi segreti e le sue difficoltà con David. David scopre che Sveta scrive poesie, ma non capisce immediatamente che uno stile di poesia così triste è associato a una tragedia personale e familiare.